# St. Johannes Baptista (Hardisleben)

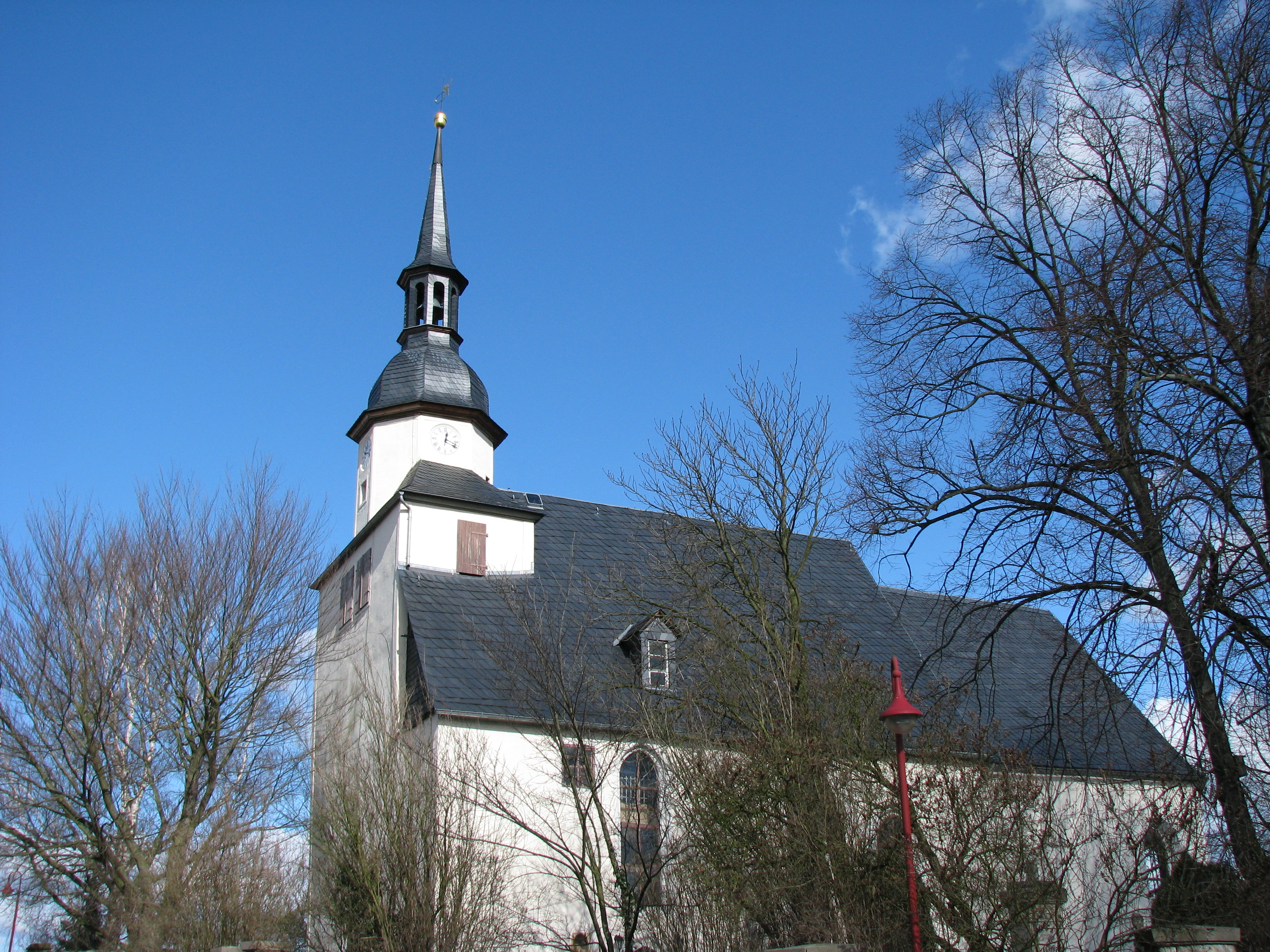
Hardisleben, St. Johannes Baptista

Die evangelisch-lutherische Kirche St. Johannes Baptista steht in Hardisleben, einem Ortsteil der Landgemeinde Buttstädt im Landkreis Sömmerda in Thüringen. Die Kirchengemeinde Hardisleben gehört zum Pfarrbereich Hardisleben im Kirchenkreis Apolda-Buttstädt der Evangelischen Kirche in Mitteldeutschland.

## Beschreibung
Die Saalkirche hat einen eingezogenen, polygonal geschlossenen, langen Chor und im Westen den in das Kirchenschiff querrechteckigen eingestellten Kirchturm, der romanischen Ursprungs ist. Nach der Überlieferung wurde der Bau 1496 begonnen und laut Inschrift am Scheitel des Chors 1505 vollendet. Nach einem Brand 1679 wurde sie schrittweise bis 1715 gemäß einer Inschrift mit Unterstützung von Herzog Johann Ernst III. von Sachsen-Weimar und dessen Gemahlin wiederhergestellt und neu ausgestattet. Am Chorpolygon und an der Südseite des Kirchenschiffes sind gotische Fenster ohne Maßwerk. Ihre glatten bzw. profilierten Gewände lassen auf eine unterschiedliche Entstehungszeit schließen. Im Süden befindet sich ein bauzeitliches Portal, sonst gibt es nur jüngere Fenster- und Türöffnungen. An der Nordseite liegen die spätmittelalterliche Sakristei und zwei neuzeitliche Treppen zu den Emporen. Über der Sakristei befindet sich ein kleines Vestibül zur Empore, deren Wände aufgemalte Arkaden zieren. Der Turm wurde im 17. oder 18. Jahrhundert mit einem Walmdach bedeckt, aus dem sich ein achteckiger Aufsatz mit der Turmuhr erhebt. Darauf sitzt eine Haube, die von einer offenen Laterne, in der sich die Glocke befindet, gekrönt wird. Das Erdgeschoss des Turms ist durch zwei Bögen nach innen geöffnet.
Im Innenraum stehen die dreiseitigen, zweigeschossigen Emporen auf durchlaufenden Stützen, die auch das den Mittelraum überspannende hölzerne Tonnengewölbe tragen. Am Scheitel befinden sich drei Gemälde von Christian Wilhelm Ernst Dietrich mit dem Untergang Sodoms und Gomorras, der Taufe Jesu und dem Jüngsten Gericht. Seitlich davon sind Porträtmalereien der Apostel vom selben Maler sowie Inschriften, die an historische und zeitgenössische Ereignisse und an die Deckenmalerei von 1714 erinnern.  Die Kirchenausstattung des Chores ist aus dem späten 17. Jahrhundert. Das große Altarretabel hat übereinander angeordnete, volkstümliche Gemälde vom Abendmahl, der Kreuzigung und der Auferstehung Jesu Christi, darüber ein Gesprenge aus Knorpelwerk, bezeichnet mit 1684. Das Hauptbild, eine Kreuzigung, wird eingefasst von zwei Säulenpaaren und zwei geschnitzten Statuetten, die Moses und Johannes den Täufer darstellen. Das hölzerne achtseitige Taufbecken ist mit Knorpelwerk und Kartuschen mit Inschriften, bezeichnet mit 1684. An der Chorsüdseite steht die Kanzel, laut Inschrift am Kanzelaufgang 1687 von Johann Ernst III. gestiftet. Die Schnitzereien am Kanzelkorb zeigen Christus und die Evangelisten und Pilaster mit Hermen. Auf dem Schalldeckel sind christliche Allegorien dargestellt. Die Seitenteile der Kirchenbänke sind mit Szenen aus der Bibel bemalt. Mehrere Epitaphe des 18. Jahrhunderts befinden sich im Inneren und an der Außenwand der Kirche.
Die Orgel mit 20 Registern, verteilt auf 2 Manuale und Pedal, wurde 1880 von Adam Eifert gebaut.